# Xã Wild Rice, Quận Norman, Minnesota
Xã Wild Rice (tiếng Anh: Wild Rice Township) là một xã thuộc quận Norman, tiểu bang Minnesota, Hoa Kỳ. Năm 2010, dân số của xã này là 256 người.